# Siedlec (gmina Janów)
Siedlec – wieś w Polsce, położona w województwie śląskim, w powiecie częstochowskim, w gminie Janów.
Siedlec położony jest 25 km na południowy wschód od Częstochowy.
W latach 1975–1998 miejscowość należała administracyjnie do województwa częstochowskiego.
Po raz pierwszy wioska została wymieniona w dokumentach z 1473 r. jako własność Piotra, jednego z czterech braci Śreniawitów, władających Potokiem, o których wspomina Jan Długosz.

## Części wsi
| SIMC    | Nazwa      | Rodzaj    |
| ------- | ---------- | --------- |
| 0133540 | Na Pańskim | część wsi |
| 0133557 | Piekło     | część wsi |

## Geografia
Miejscowość położona jest na Wyżynie Częstochowskiej, otoczona pagórkami, ostańcami i dolinami. We wschodniej części wioski wznosi się najwyższe wyniesienie na terenie gminy Janów – Kadzielnia (375,5 m), niezalesione, porośnięte ziołami i trawą (ładne widoki na okolicę). Po zachodniej stronie zabudowanego obszaru wsi znajduje się drugie co do wielkości wzniesienie w gminie zwane Dupką (370,8 m), a na nim niewielka Jaskinia Siedlecka. Po zachodniej stronie Dupki jest Pustynia Siedlecka.
Siedlec rozciąga się na przestrzeni 3 km, obejmując także następujące przysiółki: Krzyże, Szczypie, Dąbrówka, Stara Wieś, Piekło, Przedewsie.
Na terenie wsi znajdują się liczne ostańce. Część z nich ma własne nazwy: Baba, Bezlik, Biały Pies, Brama Brzegowa, Brama Twardowskiego, Czarny Kot, Czarny Pies, Diabelskie Mosty, Dinozaur, Duch, Kopciówki, Leśna Zjawa, Międzywałowa, Ostrężnik, Podwale, Pozytywki, Proxima Centauri, Proxima Okiennik, Skała Garncarzowa, Skała na Studni, Skała Pustelnika, Skała Rogalowa, Skała Piętowskich, Skała z Krzyżem, Spiralna, Ślimak. Niektóre z nich są ludowego pochodzenia, niektórym nazwę nadali wspinacze skalni.
Na terenie i w okolicy Siedlca znajdują się też uroczyska porośnięte bogatą szatą roślinną. Wiele występujących tam roślin jest endemitami. Do uroczysk należą: Sowiniec, Loski, Dupka, Miedzki, Kadzielnia, Krzemieniec. W poszczególnych przysiółkach znajduje się m.in.: Jaskinia Siedlecka, Kamieniołom Warszawski, Jaskinia Kadzielniańska w Siedlcu.

## Turystyka
Przez Siedlec przebiegają główne jurajskie szlaki turystyczne:
 – Szlak Warowni Jurajskich
 – Szlak Orlich Gniazd
 – Szlak Walk 7 Dywizji Piechoty Armii Kraków
 – Szlak Zamonitu
Przez Siedlec przebiegają również:
- Szlak Rowerowy Kmicica
- Szlak Jurajskiej Karawany Konnej
- Transjurajski Szlak Konny PTTK.

Przez siedleckie uroczyska w 2005 roku wytyczono jest szlak ścieżki dydaktycznej o długości 4 km z dziesięcioma przystankami. Każdy z przystanków oznaczony jest tablicą ze szczegółowym opisem historyczno-przyrodniczym danego miejsca. Początek i koniec ścieżki znajduje się przy schronisku młodzieżowym w Siedlcu. Powstała ona z inicjatywy sołtysa, Henryka Srokosza (Sołtys Roku 2003), także gospodarza schroniska młodzieżowego i przewodnika turystycznego, który jest także jej autorem. Czas przejścia spacerem to ok. 3–5 godzin.
W rejonie przysiółka Piekło (400 m od centrum wsi) znajduje się piaszczysty teren o powierzchni ok. 20 ha, będący wyrobiskiem po wydobywaniu piasków formierskich, nazywany Pustynią Siedlecką. Stanowi ona miejscową atrakcję turystyczną, niestety narażoną na niszczenie przez czterokołowców, jeżdżących na quadach i motocyklach enduro. W celu jej ochrony w 2009 roku wytyczono i oznakowano specjalne szlaki do jazdy pojazdami mechanicznymi. Szlak dla crosów i quadów został wytyczony w zachodniej części gminy Janów; zaczyna się i kończy w pobliżu kościoła w Siedlcu, przebiega przez Pustynię Siedlecką, północnym skrajem Zrębic, przez Pabianice, następnie obejmuje ostry podjazd pod Ostrą Górę i zjazd do przysiółka Siedlca – Piekło. Szlak biegnie ścieżkami i drogami z dala od zabudowań. W 2010 roku w dniu 8 sierpnia na Pustyni Siedleckiej odbyły się I Mistrzostwa Polski w Biegu Pustynnym. Zawodnicy startowali w czterech kategoriach w półmaratonie na 21 km. w pustynnej dysze na 10 km. w biegu pustynnym na 5 km. oraz kategoria dzieci na 2,5 km. Organizatorem Mistrzostw Polski w Biegu Pustynnym są Stowarzyszenie „Miasto Sportu” oraz Urząd Gminy w Janowie.
W Siedlcu znajduje się Szkolne Schronisko Młodzieżowe PTSM, w którym działa Gminne Centrum Informacji Turystycznej.Schronisko czynne cały rok posiada 45 miejsc noclegowych oraz apartament rodzinny.Przy schronisku parking oraz garaż do przechowywania rowerów. W 2008 roku schronisko otrzymało tytuł Złotego Schroniska w Ogólnopolskim Konkursie Współzawodnictwa Schronisk Młodzieżowych oraz Dyplom Marszałka Województwa Śląskiego „zasłużony dla rozwoju turystyki” We wsi jest też gospodarstwo agroturystyczne.